# Bîstrîk, Kroleveț
Bîstrîk (în ucraineană Бистрик) este localitatea de reședință a comunei Bîstrîk din raionul Kroleveț, regiunea Sumî, Ucraina.

## Demografie
Componența lingvistică a localității Bîstrîk
     Ucraineană (92,3%)
     Rusă (3,02%)
     Alte limbi (0,31%)
Conform recensământului din 2001, majoritatea populației localității Bîstrîk era vorbitoare de ucraineană (92,3%), existând în minoritate și vorbitori de rusă (3,02%).